# Klarinetconcert nr. 1 (Hoddinott)
Alun Hoddinott componeerde zijn Concerto voor klarinet en strijkorkest in 1950. Hij moest vier jaar wachten voordat de première werd gegeven op het Cheltenham Music Festival van 1954. Hoddinott was tijdens het componeren net afgestudeerd aan het University College of Wales en was nog hevig onder invloed van zijn opleiding.
Het concert is op zich zelf niet erg belangrijk binnen het klarinetconcert-repertoire, daarvoor ontbeert het muzikaal karakter. Het is ingedeeld als een standaard concerto en mist de finesse van bijvoorbeeld het klarinetconcert van Carl Nielsen, dat al veel eerder was geschreven. Het stuk is vrij speels en ook het serieuze lyrische deel is licht van klank. Het concert was echter wel van belang voor de startend componist. Toen in 1954 Gervase de Peyer de première gaf met het Hallé Orchestra onder leiding van John Barbirolli ontving hij een opdracht om een ander werk, zijn eerste symfonie, te componeren. Het klarinetconcert wordt daarom gezien als de eigenlijke start van de carrière van de componist.

## Delen
1. Capriccio – allegro giocoso
2. Arioso – Lento con malinconia
3. Burlesca – Allegro piacecolle

## Bron en discografie
- Uitgave Lyrita: Gervase de Peyer, London Symphony Orchestra o.l.v. David Atherton